# Gu Hak-bon
Gu Hak-bon (ur. 1 września 1992) – południowokoreański zapaśnik walczący w stylu klasycznym. Zajął szesnaste miejsce na mistrzostwach świata w 2017. Ósmy na igrzyskach azjatyckich w 2014. Dziesiąty na mistrzostwach Azji w 2014. Szósty w Pucharze Świata w 2014 roku.